# Dodona sinica
Dodona sinica är en fjärilsart som beskrevs av Moore 1901. Dodona sinica ingår i släktet Dodona och familjen Riodinidae. Inga underarter finns listade i Catalogue of Life.